# Christian Pollas
Christian Pollas (* 1947) ist ein französischer Astronom. Er arbeitet am Observatoire de la Côte d’Azur (IAU-Code 010).
Pollas entdeckte zwischen 1984 und 1995 insgesamt 26 Asteroiden, 16 davon zusammen mit Eric Walter Elst. Besonders zu erwähnen ist hierbei der Asteroid Toutatis. Pollas entdeckte darüber hinaus mehrere Supernovaüberreste.
1994 wurde der Asteroid (4892) Chrispollas nach ihm benannt.